# Sabalia barnsi
Sabalia barnsi is een vlinder uit de familie herfstspinners (Brahmaeidae). De wetenschappelijke naam is voor het eerst geldig gepubliceerd in 1918 door Louis Beethoven Prout.
De soort komt voor in het Afrotropisch gebied.